# Скребеличи
Скребеличи (укр. Скребеличі) — село на Украине, находится в Овручском районе Житомирской области.
Код КОАТУУ — 1824286207. Население по переписи 2001 года составляет 305 человек. Почтовый индекс — 11132. Телефонный код — 4148. Занимает площадь 1,046 км².
Расстояние до районного центра г. Овруч на автомобиле — 20 км.

## Адрес местного совета
11132, Житомирская область, Овручский р-н, с. Покалёв, тел. +380 41-48 9-91-35